# Topobea caliginosa
Topobea caliginosa là một loài thực vật có hoa trong họ Mua. Loài này được Almeda miêu tả khoa học đầu tiên năm 1990.